# The lion's dream
The lion’s dream is een studioalbum van Ton Scherpenzeel.

## Inleiding
Scherpenzeel was voornamelijk bezig met werk voor Kayak en Camel. Daartussendoor nam hij onregelmatig ook zelf albums op. Bij The lion’s dream keerde hij terug naar een deel van zijn klassieke opleiding. Het bevat muziek onder grote invloed van de renaissance- en barokmuziek. Die voorliefde zou hij verder uitwerken op het acht jaar later uitgebrachte Velvet armour. Wat de albums ook samenbindt is de medewerking van Marjolein Teepen, Brian de Graeve  en Annet Visser.   

## Musici
- Ton Scherpenzeel – alle muziekinstrumenten en zang, behalve
- Marjolein Teepen, Brian de Graeve – zang (vormden later Realisea, Scherpenzeel speelde mee op hun Fairly carefree)
- Annet Visser – dwarsfluit en blokfluit (bekend van Flairck, Scherpenzeel speelde mee op haar plaat Kamers)
- Rens van der Zalm – fiddle, altviool, gitaar, fluitjes (kent Scherpenzeel uit het begeleidingsensemble van Youp van 't Hek)

## Muziek
| Nr. | Titel                           | Duur |
| --- | ------------------------------- | ---- |
| 1.  | The cycle                       | 4:42 |
| 2.  | From the throne to the scaffold | 3:10 |
| 3.  | Pying the piper                 | 2:15 |
| 4.  | Woe and alas                    | 3:28 |
| 5.  | The lion’s dream                | 5:00 |
| 6.  | Ayre                            | 2:51 |
| 7.  | Relics from a distant past      | 3:18 |
| 8.  | Jest of fools                   | 2:21 |
| 9.  | Lost horizons                   | 3:43 |
| 10. | Dead bird flies forever         | 3:28 |
| 11. | Under siege                     | 2:33 |
| 12. | Shield of love                  | 3:19 |
| 13. | Gryphons and unicorns           | 3;23 |
| 14. | Pase el agoa                    | 1:36 |
| 15. | Sanctuary                       | 2:58 |

Woe and alas (album Kayak en Royal Bed Bouncer), Relics from a distant age (album The Last Encore) en Dead bird flies forever (Starlight Dancer) zijn arrangementen van Kayakcomposities. Pase el agoa en een deel van The cycle zijn bewerkingen van muziek van anonieme componisten uit de 15e eeuw.